# Doljani
Doljani település Szerbiában, a Raskai körzet Novi Pazar községben.

## Népességváltozás
| 1991 | 94 |
| 2002 | 89 |

- 1948-ban 207 lakosa volt.
- 1953-ban 259 lakosa volt.
- 1961-ben 262 lakosa volt.
- 1971-ben 199 lakosa volt.
- 1981-ben 164 lakosa volt.
- 1991-ben 94 lakosa volt.
- 2002-ben 89 lakosa volt, akik közül 86 szerb (96,62%) és 3 bosnyák (3,37%).